# 단계통군

새를 포함한 넓은 의미의 파충류는 단계통군으로 받아들여진다.

단계통군(單系統群, 영어: monophyletic taxon, monophyly)은 공통 조상 및 그 조상으로부터 진화한 모든 생물을 포함하는 분류군을 말한다. 포유류, 척삭동물, 종자식물 등은 단계통군의 예이다.

## 같이 보기
- 계통군
- 분류군
- 분류학
- 계통학
- 분지학
- 측계통군
- 다계통군
- 바닥 계통군